# Mascarenen
De Mascarenen zijn een archipel (eilandengroep) in de Indische Oceaan ten oosten van Madagaskar. De archipel bestaat uit de eilanden Réunion, Mauritius, Rodrigues en de eilandengroep Cargados Carajos.
De Mascarenen liggen ongeveer 850 km tden oosten van Madagaskar. Ze werden '"ontdekt" door de Portugees Pedro Mascarenhas (1484-1555), volgens sommige bronnen in 1512, volgens andere bronnen in 1505 of 1510. Vanaf 1735 kwamen ze in Franse handen. In 1810 werden ze veroverd door de Britten. In 1814 gaven de Britten het eiland Réunion terug aan de Fransen.
Réunion (Frans: La Réunion) is een Frans overzees departement. Mauritius is een onafhankelijke staat waar ook het eiland Rodrigues en de eilanden Cargados Carajos onder vallen. De Cargados Carajos bestaan uit enkele atollen met circa veertig kleine eilanden.
De Mascarenen zijn van vulkanische oorsprong en werden gevormd boven een hotspot, (de Réunion-hotspot). Ze zijn ontstaan tussen de 35 miljoen en 7 miljoen jaar geleden. Het zuidelijkste eiland, Mauritius, is het jongste. De Cargados Carajos zijn het oudste en vormen de restanten van een groot vulkanisch eiland dat geleidelijk is weggezonken en geërodeerd tot een onderzeese berg.
De eilanden hebben een unieke flora en fauna en vormen biogeografisch een aparte ecoregio.